# Liste der Mitglieder des Bayerischen Landtags (9. Wahlperiode)
Diese Liste gibt einen Überblick über alle Mitglieder des Bayerischen Landtags in der 9. Wahlperiode (30. Oktober 1978 bis 23. Juli 1982).

## Abgeordnete
| Name                                           | Lebens- daten | Partei | Stimmkreis / Wahlkreis                   | Anmerkungen                                                                                     |
| ---------------------------------------------- | ------------- | ------ | ---------------------------------------- | ----------------------------------------------------------------------------------------------- |
| Kurt Adelmann                                  | 1930–1978     | SPD    | Mittelfranken                            | † 8. November 1978                                                                              |
| Nikolaus Asenbeck                              | 1930–2021     | CSU    | Mühldorf                                 |                                                                                                 |
| Rudolf Bachmann                                | 1925–1998     | CSU    | Mittelfranken                            |                                                                                                 |
| Friedrich Bauereisen junior                    | 1927–2006     | CSU    | Ansbach-Süd                              |                                                                                                 |
| Wilhelm Baumann                                | 1925–2015     | CSU    | Schweinfurt-Nord                         |                                                                                                 |
| Adolf Beck                                     | 1938–2009     | CSU    | Regensburg-Land                          |                                                                                                 |
| Günther Beckstein                              | 1943          | CSU    | Mittelfranken                            |                                                                                                 |
| Otto Benner                                    | 1929–2011     | SPD    | Oberpfalz                                |                                                                                                 |
| Mathilde Berghofer-Weichner                    | 1931–2008     | CSU    | Starnberg                                | Staatssekretärin                                                                                |
| Elisabeth Biebl                                | 1928–2019     | CSU    | München-Schwabing                        |                                                                                                 |
| Jürgen Böddrich                                | 1933          | SPD    | München-Milbertshofen                    |                                                                                                 |
| Johann Böhm                                    | 1937          | CSU    | Rhön                                     |                                                                                                 |
| Alfred Börner                                  | 1926–2009     | SPD    | Oberpfalz                                |                                                                                                 |
| Alfons Braun                                   | 1940          | SPD    | Schwaben                                 |                                                                                                 |
| Konrad Breitrainer                             | 1933          | CSU    | Oberbayern                               | nachgerückt am 26. August 1980 für den verstorbenen Hans Kohlmann                               |
| Ria Burkei                                     | 1935–2010     | SPD    | Oberbayern                               |                                                                                                 |
| Friedrich Cremer                               | 1920–2010     | SPD    | Unterfranken                             | Mandatsverlust am 7. April 1981, Nachfolger: Herbert Franz                                      |
| Rudi Daum                                      | 1925–2019     | CSU    | Kronach                                  |                                                                                                 |
| Jakob Deffner                                  | 1929–2020     | SPD    | Oberbayern                               |                                                                                                 |
| Alfred Dick                                    | 1927–2005     | CSU    | Straubing                                | Staatsminister                                                                                  |
| Paul Diethei                                   | 1925–1997     | CSU    | Kempten                                  |                                                                                                 |
| Ernst Dietz                                    | 1943          | CSU    | Tirschenreuth                            |                                                                                                 |
| Anton Dobmeier                                 | 1921–2011     | CSU    | Nürnberger Land                          |                                                                                                 |
| Toni Donhauser                                 | 1921–1990     | CSU    | Amberg-Süd                               |                                                                                                 |
| Walter Dorsch                                  | 1922–1989     | SPD    | Fürth-Stadt                              |                                                                                                 |
| Manfred Dumann                                 | 1936          | CSU    | Oberbayern                               |                                                                                                 |
| Hermann Dürbeck                                | 1928–1982     | CSU    | Unterfranken                             | † 11. Juni 1982                                                                                 |
| Hans Eisenmann                                 | 1923–1987     | CSU    | Pfaffenhofen                             | Staatsminister                                                                                  |
| Karl Theodor Engelhardt                        | 1926–1988     | SPD    | Schwaben                                 |                                                                                                 |
| Walter Engelhardt                              | 1939–2022     | SPD    | Oberfranken                              |                                                                                                 |
| Martin Erhard                                  | 1918–2017     | SPD    | Oberbayern                               |                                                                                                 |
| Walter Eykmann                                 | 1937          | CSU    | Würzburg-Stadt                           |                                                                                                 |
| Herbert Falk                                   | 1929–1994     | CSU    | Amberg-Nord                              |                                                                                                 |
| Kurt Faltlhauser                               | 1940          | CSU    | München-Pasing                           | ausgeschieden am 3. Oktober 1980                                                                |
| Georg Fendt                                    | 1926–2008     | CSU    | Aichach                                  |                                                                                                 |
| Josef Feneberg                                 | 1923–2011     | CSU    | Schwaben                                 |                                                                                                 |
| Georg Fickler                                  | 1937–2025     | CSU    | Schwaben                                 | nachgerückt am 17. Januar 1979 für Franz Ihle (aufgrund einer Berichtigung des Wahlergebnisses) |
| Max Fischer                                    | 1927–2015     | CSU    | Cham                                     | Staatssekretär                                                                                  |
| Fritz Flath                                    | 1917–2005     | FDP    | Mittelfranken                            |                                                                                                 |
| Herbert Franz                                  | 1936          | SPD    | Unterfranken                             | am 21. April 1981 für Friedrich Cremer nachgerückt                                              |
| Dietmar Franzke                                | 1941–2023     | SPD    | Niederbayern                             |                                                                                                 |
| Georg Freiherr von Freyberg                    | 1926–2017     | CSU    | Schwaben                                 |                                                                                                 |
| Friedrich Karl Fröhlich                        | 1930–2001     | SPD    | Schwaben                                 |                                                                                                 |
| Peter Paul Gantzer                             | 1938          | SPD    | Oberbayern                               |                                                                                                 |
| Wilhelm Gastinger                              | 1929–2021     | CSU    | Regensburg-Stadt                         |                                                                                                 |
| Kurt Gebhardt                                  | 1929–1997     | SPD    | Wunsiedel                                |                                                                                                 |
| Norbert Geis                                   | 1939          | CSU    | Unterfranken                             | nachgerückt am 11. November 1981 für Franz Prümmer                                              |
| Fritz Geisperger                               | 1931–2024     | SPD    | Niederbayern                             |                                                                                                 |
| Maria Geiss-Wittmann                           | 1934          | CSU    | Oberpfalz                                |                                                                                                 |
| Max Gerstl                                     | 1921–1994     | CSU    | Passau-West                              |                                                                                                 |
| Helmut Geys                                    | 1927–2012     | SPD    | Oberbayern                               |                                                                                                 |
| Alois Glück                                    | 1940–2024     | CSU    | Traunstein                               |                                                                                                 |
| Gebhard Glück                                  | 1930–2009     | CSU    | Passau-Ost                               |                                                                                                 |
| Thomas Goppel                                  | 1947          | CSU    | Landsberg am Lech, Fürstenfeldbruck-West |                                                                                                 |
| Dieter Görlitz                                 | 1937          | CSU    | Deggendorf                               |                                                                                                 |
| Franz Götz                                     | 1945          | SPD    | Oberbayern                               |                                                                                                 |
| Georg Graßl                                    | 1926–1995     | CSU    | Oberbayern                               |                                                                                                 |
| Walter Grossmann                               | 1927–2007     | CSU    | Lichtenfels                              |                                                                                                 |
| Wolf-Dietrich Großer                           | 1927–2016     | FDP    | Oberbayern                               |                                                                                                 |
| Franz Gruber                                   | 1935–2021     | CSU    | Oberpfalz                                |                                                                                                 |
| Josef Grünbeck                                 | 1925–2012     | FDP    | Schwaben                                 |                                                                                                 |
| Richard Gürteler                               | 1936–2000     | CSU    | Ebersberg                                |                                                                                                 |
| Rudolf Gütlein                                 | 1926–1983     | CSU    | München-Ramersdorf                       |                                                                                                 |
| Christa Harrer                                 | 1940          | SPD    | Oberbayern                               |                                                                                                 |
| Fritz Harrer                                   | 1930–2019     | CSU    | Altötting                                |                                                                                                 |
| Eduard Hartmann                                | 1940          | SPD    | Schwaben                                 |                                                                                                 |
| Karl Häußler                                   | 1930          | CSU    | Neu-Ulm                                  |                                                                                                 |
| Josef Heiler                                   | 1920–2009     | CSU    | Rosenheim-West                           |                                                                                                 |
| Horst Heinrich                                 | 1938–2002     | SPD    | Schwaben                                 |                                                                                                 |
| Franz Heubl                                    | 1924–2001     | CSU    | Lindau                                   | Landtagspräsident                                                                               |
| Karl-Heinz Hiersemann                          | 1944–1998     | SPD    | Mittelfranken                            |                                                                                                 |
| Karl Hillermeier                               | 1922–2011     | CSU    | Neustadt                                 | Staatsminister                                                                                  |
| Anton Hochleitner                              | 1927–2018     | SPD    | Niederbayern                             |                                                                                                 |
| Herbert Hofmann                                | 1936–2014     | CSU    | Kulmbach                                 |                                                                                                 |
| Hans Höllrigl                                  | 1922–2005     | SPD    | Oberbayern                               |                                                                                                 |
| Werner Hollwich                                | 1929–2013     | SPD    | Unterfranken                             |                                                                                                 |
| Hans Hölzl                                     | 1924–2005     | SPD    | Oberpfalz                                |                                                                                                 |
| Manfred Hölzl                                  | 1941–2003     | CSU    | Oberbayern                               | nachgerückt am 3. Dezember 1980 für Kurt Faltlhauser                                            |
| Monika Hornig-Sutter                           | 1943          | SPD    | Oberbayern                               |                                                                                                 |
| Erwin Huber                                    | 1946          | CSU    | Niederbayern                             |                                                                                                 |
| Herbert Huber                                  | 1935–2016     | CSU    | Landshut                                 |                                                                                                 |
| Herbert Huber                                  | 1930–1997     | CSU    | Dachau                                   |                                                                                                 |
| Manfred Humbs                                  | 1926–2000     | CSU    | Schwandorf                               |                                                                                                 |
| Richard Hundhammer                             | 1927–2012     | CSU    | München-Giesing                          |                                                                                                 |
| Peter Hürner                                   | 1940–1991     | FDP    | Mittelfranken                            |                                                                                                 |
| Franz Ihle                                     | 1933–2021     | CSU    | Schwaben                                 | ausgeschieden am 15. Januar 1979                                                                |
| Peter Jacobi                                   | 1945          | FDP    | Oberfranken                              |                                                                                                 |
| Hans-Jürgen Jaeger                             | 1931–2013     | FDP    | Oberbayern                               | Fraktionsvorsitzender                                                                           |
| Anton Jaumann                                  | 1927–1994     | CSU    | Donau-Ries                               | Staatsminister                                                                                  |
| Hedda Jungfer                                  | 1940          | SPD    | Oberbayern                               |                                                                                                 |
| Heinz Kaiser                                   | 1941          | SPD    | Unterfranken                             |                                                                                                 |
| Willi Kaiser                                   | 1932–2017     | SPD    | Hof-West                                 |                                                                                                 |
| Bartholomäus Kalb                              | 1949          | CSU    | Niederbayern                             |                                                                                                 |
| Bertold Kamm                                   | 1926–2016     | SPD    | Mittelfranken                            |                                                                                                 |
| Peter Kaps                                     | 1917–1997     | CSU    | Rottal-Inn                               |                                                                                                 |
| Herbert Kempfler                               | 1931          | CSU    | Niederbayern                             |                                                                                                 |
| Richard Keßler                                 | 1940–2016     | CSU    | Neuburg                                  |                                                                                                 |
| Franz Wilhelm Kick                             | 1925–2012     | SPD    | Mittelfranken                            |                                                                                                 |
| Sepp Klasen                                    | 1935–2023     | SPD    | Oberbayern                               |                                                                                                 |
| Rudolf Kluger                                  | 1935–1984     | CSU    | Memmingen                                |                                                                                                 |
| Hermann Knipfer                                | 1934–2006     | CSU    | Augsburg-Stadt-Ost                       |                                                                                                 |
| Albert Koch                                    | 1921–1995     | SPD    | Oberfranken                              |                                                                                                 |
| Hans Kohlmann                                  | 1934–1980     | CSU    | Oberbayern                               | † 5. August 1980                                                                                |
| Hans Kolo                                      | 1937–2022     | SPD    | Oberbayern                               |                                                                                                 |
| Carmen König                                   | 1948          | SPD    | Oberbayern                               |                                                                                                 |
| Klaus Kopka                                    | 1939–2022     | CSU    | Hof-Ost                                  |                                                                                                 |
| Ida Krinner                                    | 1926–2001     | CSU    | Niederbayern                             |                                                                                                 |
| August Lang                                    | 1929–2004     | CSU    | Weiden                                   | Fraktionsvorsitzender                                                                           |
| Rolf Langenberger                              | 1939          | SPD    | Nürnberg-Nord                            |                                                                                                 |
| Karl Lautenschläger                            | 1933–2005     | CSU    | Aschaffenburg-Ost                        |                                                                                                 |
| Ernst Lechner                                  | 1925–2013     | CSU    | Weißenburg                               | Landtagsvizepräsident                                                                           |
| Ewald Lechner                                  | 1926–2011     | CSU    | Dingolfing                               |                                                                                                 |
| Hermann Leeb                                   | 1938          | CSU    | Aschaffenburg-West                       |                                                                                                 |
| Heinz Leschanowsky                             | 1932–1992     | CSU    | Mittelfranken                            |                                                                                                 |
| Wolfgang List                                  | 1935–1995     | SPD    | Mittelfranken                            |                                                                                                 |
| Hans Werner Loew                               | 1942          | SPD    | Unterfranken                             |                                                                                                 |
| Georg Loibl                                    | 1921–1994     | CSU    | Freyung                                  |                                                                                                 |
| Hans Lukas                                     | 1935–2017     | CSU    | Oberpfalz                                |                                                                                                 |
| Christoph Maier                                | 1931–2021     | CSU    | Erlangen-Land                            |                                                                                                 |
| Hans Maier                                     | 1931          | CSU    | Günzburg                                 | Staatsminister                                                                                  |
| Gustav Matschl                                 | 1932–2012     | CSU    | München-Bogenhausen                      |                                                                                                 |
| Hans Maurer                                    | 1933          | CSU    | Ansbach-Nord                             |                                                                                                 |
| Martin Mayer                                   | 1941–2017     | CSU    | München-Land-Nord                        |                                                                                                 |
| Christa Meier                                  | 1941–2024     | SPD    | Oberpfalz                                |                                                                                                 |
| Gerhard Merkl                                  | 1940–2016     | CSU    | Kelheim                                  |                                                                                                 |
| Rainer Messerer                                | 1943          | SPD    | Mittelfranken                            | nachgerückt am 16. November 1978 für den verstorbenen Kurt Adelmann                             |
| Albert Meyer                                   | 1926–2020     | CSU    | Haßberge                                 | Staatssekretär                                                                                  |
| Helmut Meyer                                   | 1928–2012     | SPD    | Oberbayern                               |                                                                                                 |
| Ludwig Meyer                                   | 1925–1991     | CSU    | Niederbayern                             |                                                                                                 |
| Otto Meyer                                     | 1926–2014     | CSU    | Dillingen                                |                                                                                                 |
| Ernst Michl                                    | 1935–2001     | CSU    | München-Altstadt                         |                                                                                                 |
| Jakob Mittermeier                              | 1939          | CSU    | Erding                                   |                                                                                                 |
| Dieter Morgenroth                              | 1945–2010     | CSU    | Oberfranken                              |                                                                                                 |
| Willibald Moser                                | 1934–2011     | SPD    | Oberpfalz                                |                                                                                                 |
| Siegfried Möslein                              | 1927–2009     | CSU    | Coburg                                   |                                                                                                 |
| Karl-Heinz Müller                              | 1936–2021     | SPD    | Schwaben                                 |                                                                                                 |
| Willi Müller                                   | 1936          | CSU    | Oberfranken                              |                                                                                                 |
| Karl-Heinz Nätscher                            | 1936          | CSU    | Schweinfurt-Süd                          |                                                                                                 |
| Hans-Günter Naumann                            | 1935–2010     | SPD    | Oberbayern                               |                                                                                                 |
| Franz Neubauer                                 | 1930–2015     | CSU    | Rosenheim-Ost                            | Staatssekretär                                                                                  |
| Ambros Neuburger                               | 1925–2002     | SPD    | Unterfranken                             |                                                                                                 |
| Josef Niedermayer                              | 1926–2016     | CSU    | Regen                                    |                                                                                                 |
| Hermann Josef Niedermeier                      | 1936          | SPD    | Niederbayern                             |                                                                                                 |
| Simon Nüssel                                   | 1924–2015     | CSU    | Bayreuth                                 | Staatssekretär                                                                                  |
| Eduard Oswald                                  | 1947          | CSU    | Augsburg-Land-Nord                       |                                                                                                 |
| Ursula Pausch-Gruber                           | 1933–1996     | SPD    | Mittelfranken                            |                                                                                                 |
| Paul Pfeuffer                                  | 1929–2012     | CSU    | Unterfranken                             | nachgerückt am 16. Juni 1982 für Hermann Dürbeck                                                |
| Fritz Pirkl                                    | 1925–1993     | CSU    | Mittelfranken                            | Staatsminister                                                                                  |
| Gudila Freifrau von Pölnitz                    | 1913–2002     | CSU    | Forchheim                                |                                                                                                 |
| Franz von Prümmer                              | 1920–1981     | CSU    | Bad Kissingen                            | † 6. November 1981                                                                              |
| Eberhard Puntsch                               | 1926–2015     | FDP    | Oberbayern                               |                                                                                                 |
| Ursula Redepenning                             | 1944–2019     | FDP    | Oberbayern                               |                                                                                                 |
| Hermann Regensburger                           | 1940          | CSU    | Ingolstadt                               |                                                                                                 |
| Rudi Richter                                   | 1927–2011     | CSU    | Mittelfranken                            |                                                                                                 |
| Ludwig Ritter                                  | 1935–2021     | CSU    | Miltenberg                               |                                                                                                 |
| Heinz Rosenbauer                               | 1938–2010     | CSU    | Unterfranken                             | Staatssekretär                                                                                  |
| Sieghard Rost                                  | 1921–2017     | CSU    | Nürnberg-Ost                             |                                                                                                 |
| Helmut Rothemund                               | 1929–2004     | SPD    | Oberfranken                              | Fraktionsvorsitzender                                                                           |
| Erich Sauer                                    | 1917–2001     | CSU    | Kitzingen                                |                                                                                                 |
| Andreas Schlittmeier                           | 1920–2000     | SPD    | Niederbayern                             |                                                                                                 |
| Walter Schlosser                               | 1936          | SPD    | Oberbayern                               |                                                                                                 |
| Albert Schmid                                  | 1943–2014     | CSU    | Augsburg-Stadt-West                      |                                                                                                 |
| Peter Schmidhuber                              | 1931–2020     | CSU    | Oberbayern                               | Staatsminister                                                                                  |
| Hilmar Schmitt                                 | 1942          | SPD    | Unterfranken                             |                                                                                                 |
| Joachim Schmolcke                              | 1934–2012     | SPD    | Oberbayern                               |                                                                                                 |
| Elisabeth Schnell                              | 1932          | CSU    | Schwaben                                 |                                                                                                 |
| Heinrich Schnell                               | 1933          | SPD    | Mittelfranken                            |                                                                                                 |
| Gustl Schön                                    | 1929–1997     | CSU    | Eichstätt                                |                                                                                                 |
| Karl Schön                                     | 1931–1989     | CSU    | München-Fürstenried                      |                                                                                                 |
| Erich Schosser                                 | 1924–2013     | CSU    | München-Nymphenburg                      |                                                                                                 |
| Otto Schuhmann                                 | 1944–2025     | SPD    | Oberfranken                              |                                                                                                 |
| Rolf Seebauer                                  | 1945–2017     | SPD    | Oberbayern                               |                                                                                                 |
| Andreas Seehuber                               | 1929–2024     | CSU    | Oberbayern                               |                                                                                                 |
| Lieselotte Seibel-Emmerling                    | 1932          | SPD    | Nürnberg-Süd                             | ausgeschieden am 23. Januar 1980                                                                |
| Alfred Seidl                                   | 1911–1993     | CSU    | Fürstenfeldbruck-Ost                     | Alterspräsident                                                                                 |
| Erwin Seitz                                    | 1928–2003     | CSU    | Kaufbeuren                               |                                                                                                 |
| Kurt Sieber                                    | 1936          | FDP    | Unterfranken                             |                                                                                                 |
| Alfred Sommer                                  | 1925–2006     | SPD    | Nürnberg-West                            |                                                                                                 |
| Hans Spitzner                                  | 1943          | CSU    | Neumarkt                                 |                                                                                                 |
| Barbara Stamm                                  | 1944–2022     | CSU    | Unterfranken                             |                                                                                                 |
| Erwin Stein                                    | 1930–2009     | CSU    | München-Moosach                          |                                                                                                 |
| Heinrich Stenglein                             | 1928–1991     | SPD    | Oberfranken                              |                                                                                                 |
| Heinz Stöckel                                  | 1929–2001     | SPD    | Mittelfranken                            | nachgerückt am 24. Januar 1980 für Lieselotte Seibel-Emmerling                                  |
| Edmund Stoiber                                 | 1941          | CSU    | Miesbach                                 |                                                                                                 |
| Franz Josef Strauß                             | 1915–1988     | CSU    | Oberbayern                               | Ministerpräsident                                                                               |
| Max Streibl                                    | 1932–1998     | CSU    | Garmisch-Partenkirchen                   | Staatsminister                                                                                  |
| Gerold Tandler                                 | 1936          | CSU    | Oberbayern                               | Staatsminister                                                                                  |
| Hans Tauber                                    | 1921–2007     | CSU    | Fürth-Land                               |                                                                                                 |
| Volker Freiherr Truchseß von und zu Wetzhausen | 1936–2024     | SPD    | Unterfranken                             |                                                                                                 |
| Karl Vogele                                    | 1940          | CSU    | Augsburg-Land-Süd                        |                                                                                                 |
| Philipp Vollkommer                             | 1928–2017     | CSU    | Bamberg-Land                             |                                                                                                 |
| Wilhelm Vorndran                               | 1924–2012     | CSU    | Erlangen-Stadt                           | Staatssekretär                                                                                  |
| Georg Freiherr von Waldenfels                  | 1944          | CSU    | Oberfranken                              | Staatssekretär                                                                                  |
| Klaus Warnecke                                 | 1943          | SPD    | Oberbayern                               |                                                                                                 |
| Manfred Weiß                                   | 1944–2017     | CSU    | Roth                                     |                                                                                                 |
| Richard Wengenmeier                            | 1928–2002     | CSU    | Marktoberdorf                            |                                                                                                 |
| Franz Xaver Werkstetter                        | 1933–2023     | CSU    | Berchtesgadener Land                     |                                                                                                 |
| Otto Werner                                    | 1937–2010     | SPD    | Schwaben                                 |                                                                                                 |
| Peter Widmann                                  | 1930–2012     | CSU    | Weilheim                                 |                                                                                                 |
| Otto Wiesheu                                   | 1944          | CSU    | Freising                                 |                                                                                                 |
| Paul Wilhelm                                   | 1935–2008     | CSU    | München-Laim                             |                                                                                                 |
| Christian Will                                 | 1927–2019     | CSU    | Würzburg-Land                            |                                                                                                 |
| Günter Wirth                                   | 1940          | SPD    | Schwaben                                 |                                                                                                 |
| Xaver Wolf                                     | 1937–2017     | SPD    | Oberpfalz                                |                                                                                                 |
| Paul Wünsche                                   | 1922–2016     | CSU    | Bamberg-Stadt                            |                                                                                                 |
| Edgar Würth                                    | 1931–2022     | CSU    | Schwaben                                 |                                                                                                 |
| Gerhard Zech                                   | 1937          | FDP    | Schwaben                                 |                                                                                                 |
| Walter Zeißner                                 | 1928–2016     | CSU    | Main-Spessart                            |                                                                                                 |
| Otto Zeitler                                   | 1944          | CSU    | Nabburg                                  |                                                                                                 |
| Alfons Zeller                                  | 1945          | CSU    | Sonthofen                                |                                                                                                 |
| Hermann Zenz                                   | 1926–2009     | CSU    | München-Land-Süd                         |                                                                                                 |
| Dietmar Zierer                                 | 1943–2015     | SPD    | Oberpfalz                                |                                                                                                 |